# Terephthalsäuredichlorid
Terephthalsäuredichlorid ist eine chemische Verbindung und das Säurechlorid der Terephthalsäure. 

## Gewinnung und Darstellung
Terephthalsäuredichlorid wird durch die Reaktion von 1,4-bis(Trichlormethyl)benzol mit Terephthalsäure hergestellt.

## Verwendung
Es ist eines der Monomere bei der Herstellung von Aramiden (Kevlar) und Polybenzoxazolen.